# Marc Denis
Marc Denis (* 1. August 1977 in Montreal, Québec) ist ein ehemaliger kanadischer Eishockeytorwart und derzeitiger -trainer, der während seiner aktiven Karriere unter anderem für die Colorado Avalanche, Columbus Blue Jackets, Tampa Bay Lightning und Montréal Canadiens in der National Hockey League gespielt hat. Derzeit ist er als Kommentator und Analyst beim kanadischen Fernsehsender Réseau des sports tätig.

## Karriere
Marc Denis begann seine Karriere 1994 in der kanadischen Juniorenliga QMJHL bei den Chicoutimi Saguenéens. Mit ihnen spielte er 1997 um den Memorial Cup, die wichtigste Eishockeytrophäe im kanadischen Junior-Eishockey. 1996 erhielt er die Marcel Robert Trophy als der Spieler der QMJHL, der sportlichen und schulischen Erfolg am besten kombiniert und die Trophée Jacques Plante als bester Torhüter der QMJHL. Zudem erhielt er 1997 die Ehrung als bester Torhüter der Canadian Hockey League sowie als bester Torhüter der Junioren-Weltmeisterschaft.
Bereits 1995 wurde er von den Colorado Avalanche im NHL Entry Draft 1995 in der ersten Runde an Position 25 ausgewählt und wurde somit der erste Spieler, den die Avalanche nach ihrem Umzug von Québec nach Denver im Draft auswählten. Parallel zu seinen Einsätzen in der QMJHL absolvierte er in der Saison 1996/97 sein erstes NHL-Spiel.
Die folgenden zwei Jahre spielte er für das Farmteam von Colorado, den Hershey Bears, in der AHL. In der Saison 1999/2000 wurde er der Reservetorhüter bei Colorado hinter seinem Idol Patrick Roy. Im Juni 2000 wurde er zu den Columbus Blue Jackets transferiert, wo er als Ersatztorhüter hinter Ron Tugnutt die nächste Saison bestritt.
In den folgenden Jahren konnte sich Denis zwar als Nummer eins in Columbus durchsetzen, erreichte jedoch nie die Playoffs. 2004 wurde er mit dem kanadischen Nationalteam Weltmeister.
Nachdem sein Vertrag im Sommer 2006 ausgelaufen war, entschied er sich für einen Teamwechsel. Denis unterschrieb einen Drei-Jahres-Vertrag bei den Tampa Bay Lightning. Er startete als klare Nummer eins in die Saison 2006/07, doch schwache Leistungen führten dazu, dass er sich den Posten als Stammtorwart später mit Johan Holmqvist teilen musste. Die Lightning qualifizierten sich am Ende für die Playoffs, doch Denis hatte mit 17 Siegen gegenüber 18 Niederlagen nur einen geringen Beitrag dazu geleistet. Da Trainer John Tortorella offenbar kein Vertrauen mehr in ihn hatte, wurde er zu Beginn der Playoffs aus dem Kader genommen und durch den unerfahrenen Karri Rämö ersetzt.
Zum Beginn der Saison 2007/08 stand Denis wieder im Kader der Lightning, war aber nur die Nummer zwei hinter Holmqvist und konnte in den ersten drei Monaten nicht mit guten Leistungen überzeugen. Ende Dezember 2007 wurde er schließlich erst auf die Waiver-Liste gesetzt und als er von keinem anderen NHL-Team verpflichtet wurde, zum Farmteam, den Norfolk Admirals, in die AHL geschickt. Die darauffolgende Saison verbrachte Denis überwiegend bei den Hamilton Bulldogs und bekleidete dort die Position des Stammtorwarts. Bevor er im Sommer 2009 seine Spielerkarriere beendete, absolvierte er noch eine Begegnung in der NHL für die Montréal Canadiens. In der Saison 2010/11 übernahm der Kanadier die Aufgaben des Torwarttrainers bei den Chicoutimi Saguenéens.
Seit 2011 ist Denis als Kommentator und Analyst beim französischsprachigen kanadischen Fernsehsender Réseau des sports tätig, wo er unter anderem die Spiele der Montréal Canadiens kommentiert.

## Erfolge und Auszeichnungen
| - 1996 Trophée Marcel Robert - 1997 Trophée Jacques Plante - 1997 LHJMQ First All-Star Team - 1997 CHL Goaltender of the Year | - 1997 CHL First All-Star Team - 1997 Calder-Cup-Gewinn mit den Hershey Bears - 1999 Teilnahme am AHL All-Star Classic |

### International
- 1996 Goldmedaille bei der Junioren-Weltmeisterschaft
- 1997 Goldmedaille bei der Junioren-Weltmeisterschaft
- 1997 Bester Torhüter der Junioren-Weltmeisterschaft
- 2004 Goldmedaille bei der Weltmeisterschaft